# مقاطعة أولدهام (تكساس)
مقاطعة أولدهام (بالإنجليزية: Oldham  County)‏ هي إحدى المقاطعات في ولاية تكساس، الولايات المتحدة الأمريكية، يبلغ عدد سكانها 2,052 نسمة طبقا لإحصاء عام 2010 .

## معرض صور

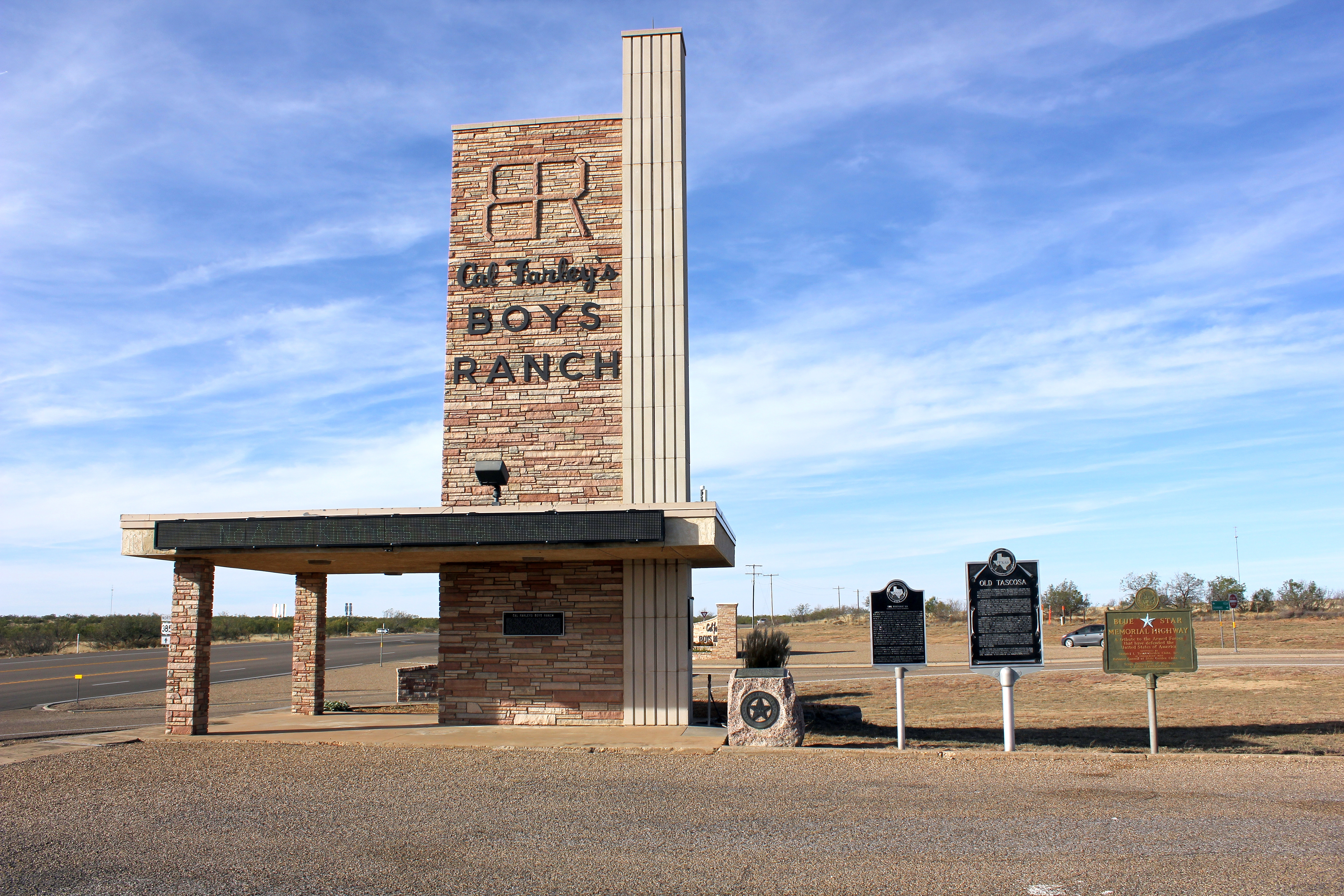
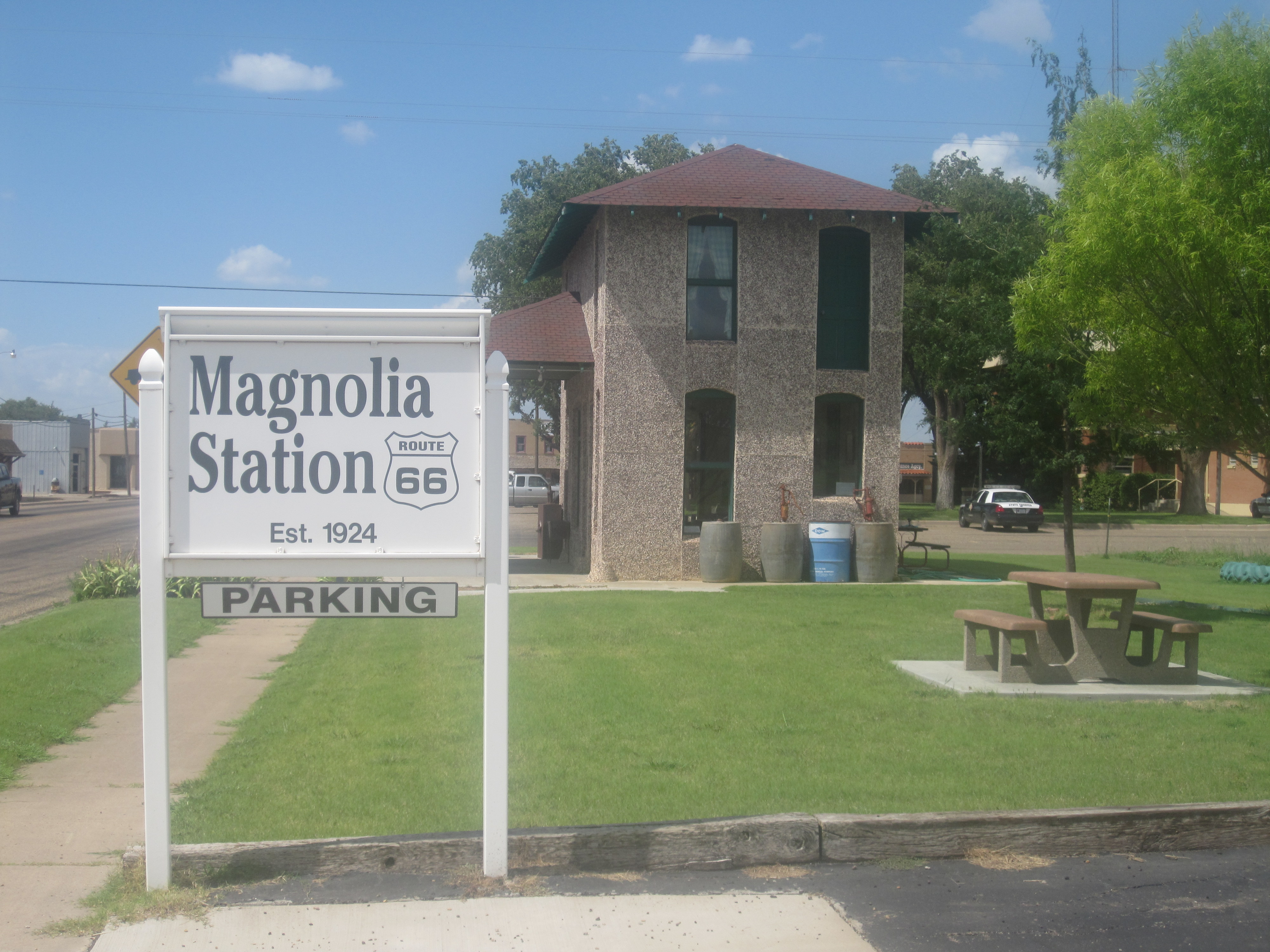
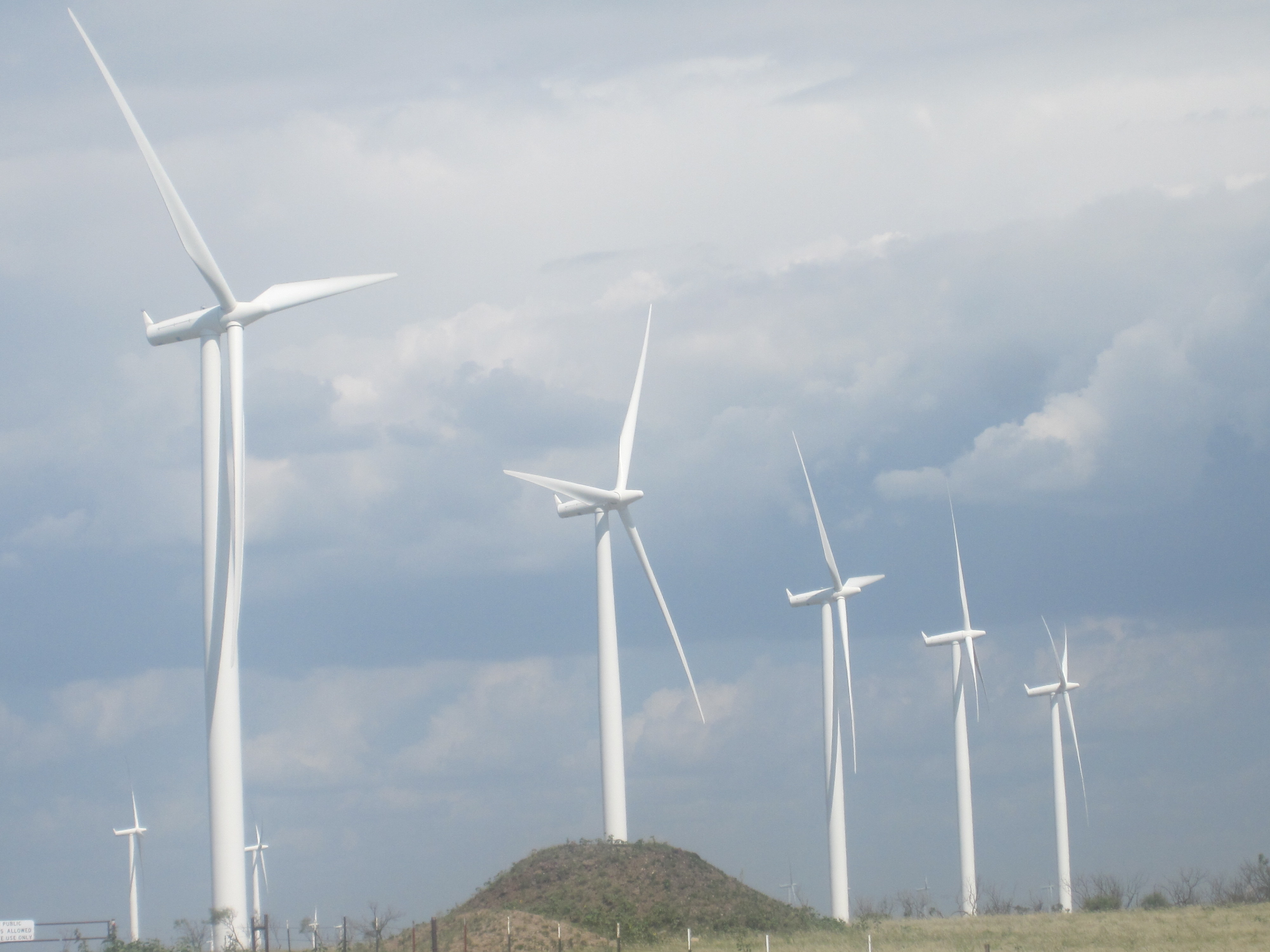
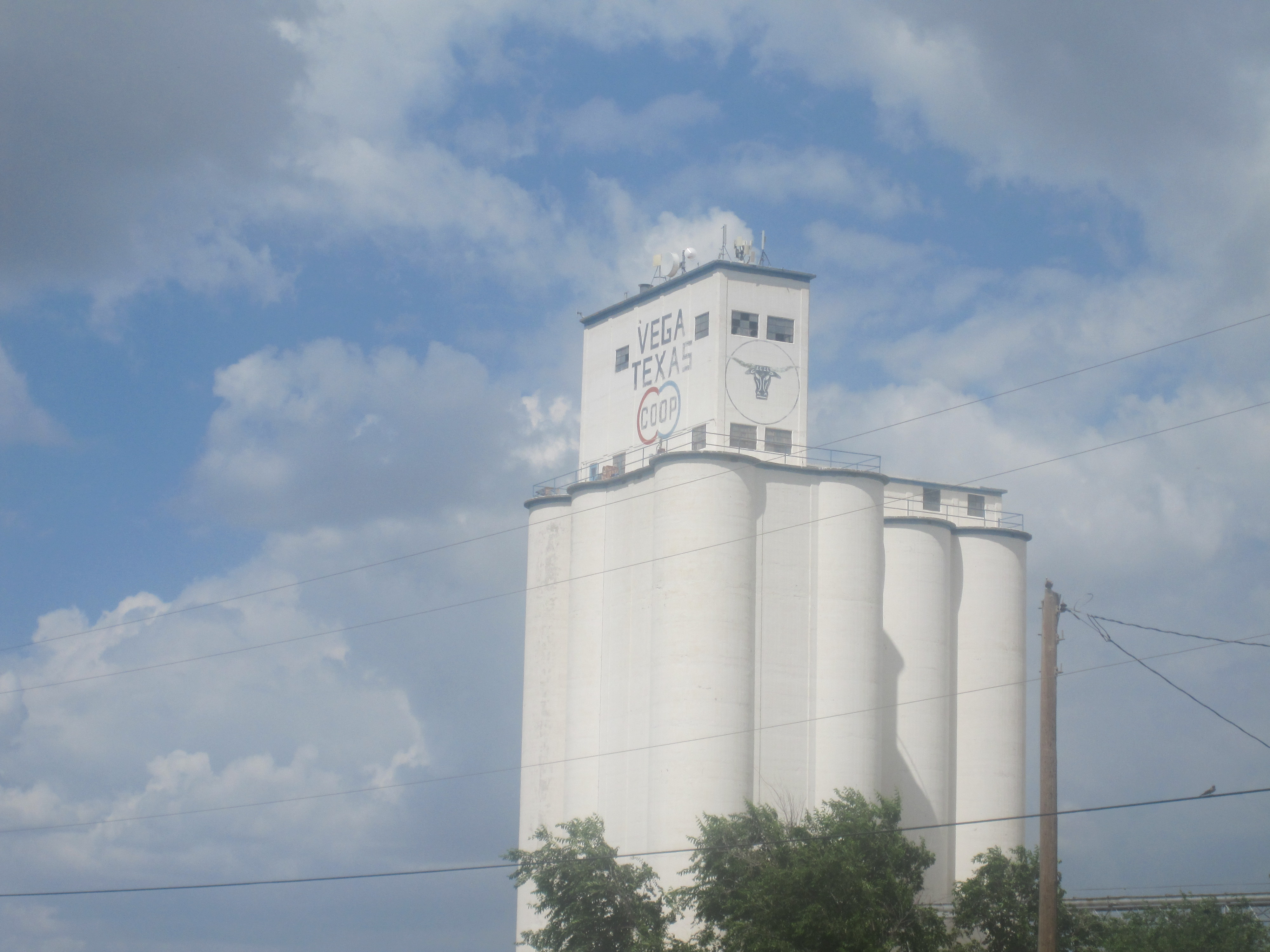